# Amt Bad Doberan-Land
Im Amt Bad Doberan-Land wurden neun Gemeinden zur Erledigung ihrer Verwaltungsgeschäfte zusammengeschlossen. Das Amt liegt im Landkreis Rostock in Mecklenburg-Vorpommern (Deutschland) westlich von Rostock. Der Amtssitz befindet sich in der nicht amtsangehörigen Stadt Bad Doberan. Das Amtsgebiet hat im Norden eine etwa 15 Kilometer lange Ostsee-Küstenlinie und im Westen einen Anteil am Höhenzug Kühlung.

## Die Gemeinden mit ihren Ortsteilen
- Admannshagen-Bargeshagen mit Admannshagen, Bargeshagen, Rabenhorst und Steinbeck
- Bartenshagen-Parkentin mit Bartenshagen, Hütten, Neuhof und Parkentin
- Börgerende-Rethwisch mit Bahrenhorst, Börgerende, Neu Rethwisch und Rethwisch
- Hohenfelde mit Ivendorf und Neu Hohenfelde
- Ostseebad Nienhagen
- Reddelich mit Brodhagen
- Retschow mit Fulgenkoppel, Glashagen, Quellental und Stülow
- Steffenshagen mit Nieder Steffenshagen und Ober Steffenshagen
- Wittenbeck mit Hinter Bollhagen und Klein Bollhagen

## Geschichte
1552 wurde das Kloster Doberan aufgelöst und der gesamte Besitz von über 50 Dörfern zum herzoglichen Domanium. Daraus entstand zunächst das Amt Doberan-Marienehe, später das Amt Doberan. Vom Kartäuserkloster Marienehe war der östlich gelegene Klosterbesitz der Zisterzienser verwaltet worden. Schon 1556 gab eine Teilung des Amtes zwischen dem Schweriner und dem Güstrower Herzog, die je ihren Amtmann in Doberan einsetzten. Aufgrund der Streitigkeiten wurde 1611 der Teilungsvertrag von Fahrenholz geschlossen, wodurch das Amt Doberan verkleinert wurde auf: Admannshagen, Allershagen, Althof, Bargeshagen, Bartenshagen, Boldenshagen, Vorder-, Hinter- und Bauer-Bollhagen (Klein-Bollhagen), Börgerende, Brodhagen, Brusow, Diedrichshagen, Glashagen, Hohenfelde, Hütten, Jennewitz, Ivendorf, Kammerhof, Lüningshagen, Nienhagen, Parkentin, Püschow, Rabenhorst, Reddelich, Rethwisch, Sandhagen, Satow, Schmadebeck, Steffenshagen, Steinbeck, Stülow Wittenbeck und Ziegelhof (Althof). Hinzu kamen noch aus dem Marieneher Besitz: Marienehe, halb Elmenhorst, Schutow und Sievershagen. Im Dreißigjährigen Krieg wurde kein Dorf vollkommen zerstört. Das südliche Domanialamt Schwaan begann mit dem Dorf Klein-Schwaß.
Das Domanialamt bestand nach der Revolution 1918 noch bis zum 1. April 1921, als das Amt Doberan gebildet wurde, das um die Städte Doberan, Kröpelin, und Neubukow sowie um das Amt Bukow vergrößert wurde. Dies bestand nur bis 1925, als das Amt Rostock(-Land) gebildet wurde, das 1933 zum Landkreis Rostock umbenannt wurde.

## Dienstsiegel
Das Amt verfügt über kein amtlich genehmigtes Hoheitszeichen, weder Wappen noch Flagge. Als Dienstsiegel wird das kleine Landessiegel mit dem Wappenbild des Landesteils Mecklenburg geführt. Es zeigt einen hersehenden Stierkopf mit abgerissenem Halsfell und Krone und der Umschrift „AMT BAD DOBERAN-LAND • LANDKREIS ROSTOCK“.